# Black Rain (Album)
Black Rain ist das zehnte Studioalbum des Musikers Ozzy Osbourne. Es wurde am 22. Mai 2007 veröffentlicht. In den USA erreichte es Goldstatus. Es war das letzte Album mit Zakk Wylde und Mike Bordin.

## Entstehung
Black Rain, das eineinhalb Jahre vor Ozzy Osbournes 60. Geburtstag erschien, wurde erstmals mit Kevin Churko in Osbournes neuem eigenen Studio aufgenommen, was ihm den Vorteil verschaffte, sich die Zeit beliebig einteilen und sogar nachts, wenn er eine Idee hatte, aufnehmen zu können. Zu Beginn der Aufnahmen, während Osbourne noch mit dem Ozzfest beschäftigt war, arbeitete Zakk Wylde bereits allein im Studio verschiedene Riffs aus. Osbourne sagte: „Einige davon funktionierten, andere wiederum nicht. Hinsichtlich des Endergebnisses habe ich aber keinerlei Beschwerden.“ Die Idee zum Albumcover, das Ozzy Osbourne im schwarzen Regen zeigt, kam ihm beim Anschauen einer DVD über die Hiroshima-Atombombe, vieles, auch die Menschen zerfielen zu Staub: „Dieser Staub setzt sich in den Wolken fest, und wenn es anfängt zu regnen, ist der Regen schwarz.“

## Rezeption
Stephen Thomas Erlewine von Allmusic schrieb, Ozzy Osbourne brauche in einem gewissen Maße keine neue Musik zu machen, und er habe dies hier auch in gewissem Maße nicht getan. Seine TV-Show The Osbournes habe ihn inzwischen fast „kuschelig“ gemacht. Bei dem Album ginge es nicht ums „Kohle machen“, sondern darum „die Osbourne-Maschine am Laufen zu halten.“ Die Musik auf Black Rain sei „altersangemessen“, aber auch „immer noch Metal“, das Album „weit von einer Enttäuschung entfernt“. Er vergab 3,5 von fünf Sternen. Andreas Stappert bemerkte, dass Osbournes Stimme „teilweise mehr als gewohnt mit Effekten unterlegt“ sei, die Songwriting-Qualität sei aber „erfreulich gut“. Als Highlights nannte er unter anderem das eingängige I Don’t Wanna Stop. Er vergab acht von zehn Punkten.

## Titelliste
1. Not Going Away – 4:32
2. I Don’t Wanna Stop – 3:59
3. Black Rain – 4:42
4. Lay Your World On Me – 4:16
5. The Almighty Dollar – 6:57 (Ozzy Osbourne, Kevin Churko)
6. 11 Silver – 3:42
7. Civilize The Universe – 4:43
8. Here For You – 4:37
9. Countdown’s Begun – 4:53
10. Trap Door – 4:03 (Ozzy Osbourne, Kevin Churko)

Bonustitel der Tournee-Edition
1. I Don’t Wanna Stop (live)
2. Not Going Away (live)
3. Here For You (live)
4. I Can’t Save You (ursprünglich Bonus der japanischen Ausgabe)
5. Nightmare (ursprünglich Bonus der iTunes- und der japanischen Ausgabe)
6. Love To Hate (ursprünglich Bonus der iTunes-Ausgabe für Vorbestellungen)

Alle Lieder wurden von Ozzy Osbourne, Zakk Wylde und Kevin Churko geschrieben, außer wo anders angegeben.

## Kommerzieller Erfolg

### Chartplatzierungen
| ChartsChartplatzierungen       | Höchstplatzierung | Wochen |
| ------------------------------ | ----------------- | ------ |
| Deutschland (GfK)              | 9 (7 Wo.)         | 7      |
| Österreich (Ö3)                | 7 (5 Wo.)         | 5      |
| Schweiz (IFPI)                 | 23 (4 Wo.)        | 4      |
| Vereinigte Staaten (Billboard) | 3 (20 Wo.)        | 20     |
| Vereinigtes Königreich (OCC)   | 8 (5 Wo.)         | 5      |

| ChartsJahrescharts (2007)      | Platzierung |
| ------------------------------ | ----------- |
| Vereinigte Staaten (Billboard) | 129         |

### Auszeichnungen für Musikverkäufe
| Land/Region               | Auszeichnungen für Musikverkäufe (Land/Region, Auszeichnung, Verkäufe) | Verkäufe |
| ------------------------- | ---------------------------------------------------------------------- | -------- |
| Russland (NFPF)           | Platin                                                                 | 20.000   |
| Vereinigte Staaten (RIAA) | Gold                                                                   | 500.000  |
| Insgesamt                 | 1× Gold · 1× Platin ·                                                  | 520.000  |